# The Fall of the House of Usher (ópera)
The Fall of the House of Usher es una ópera de Peter Hammill (music) and Chris Judge Smith (libreto). Está basada en el cuento corto -del mismo nombre- de Edgar Allan Poe. 
Hammill y Smith, dos cofundadores de Van der Graaf Generator, trabajó esporádicamente en la ópera desde 1973 hasta que su primer registro fue editado en Some Bizarre Records (la única vez que aparece en ese sello) en noviembre de 1991. El álbum estuvo disponible en CD, casete y una edición limitada de 500 vinilos dobles. El reparto de cantantes era:
- Peter Scully, como Roderick Usher y the House
- Lene Lovich, como Madeline Usher
- George Floyd, como Montresor
- Sarah Jane Morris, como the Chorus
- Herbert Grönemeyer, como the Herbalist

## Lista de temas
1. "An Unenviable Role"
2. "That Must Be The House"
3. "Architecture"
4. "Sleeper"
5. "One Thing At A Time"
6. "I Shun The Light"
7. "Leave This House"
8. "Dreaming"
9. "Chronic Catalepsy"
10. "Herbalist"
11. "Evil That Is Done"
12. "Five Years Ago"
13. "It's Over Now"
14. "Influence"
15. "No Rot"
16. "She Is Dead"
17. "Beating Of The Heart"
18. "Haunted Palace"
19. "I Dared Not Speak"
20. "She Comes Towards The Door/The Fall"

## Personal
- Peter Hammill – voces, teclados, guitarra, percusión
- Stuart Gordon - violín (sólo en la grabación de 1999Peter Hammill, como Roderick Usher y the House)
- Cantantes:
- Peter Hammill
- Lene Lovich
- Andy Bell
- Sarah Jane Morris
- Herbert Grönemeyer